# Ricardo Turró
Ricardo Turró (1915-2008) fue un crítico musical argentino de larga y destacada trayectoria.

## Biografía
Se desempeñó como crítico de música clásica en el diario La Razón de Buenos Aires y de las revistas "Buenos Aires Musical", "Ars", "Lyra" y "Clásica".
Escribió prólogos y prefacios para sellos discográficos y tuvo ciclos radiales en Radio Nacional, Radio Municipal y Radio Cultura.
Fue fundador de la asociación de Críticos Musicales de la Argentina.
En 1997 recibió el Premio Konex.